# Steadfast Defender 24
Pendant Steadfast Defender
Steadfast Defender 24 (Défenseur inébranlable) est un exercice militaire mené du 21 janvier au 31 mai 2024 par l'OTAN dans le but d'entraîner aux postes de commandement militaires.
Il fait partie de Steadfast, un ensemble d'exercices débuté en 2021 et se déroulant tous les trois ans. Des responsables militaires de Belgique Allemagne et Suède déclarant qu'il ne reste qu'une petite fenêtre de préparation pour se préparer à un éventuel conflit avec la Russie.

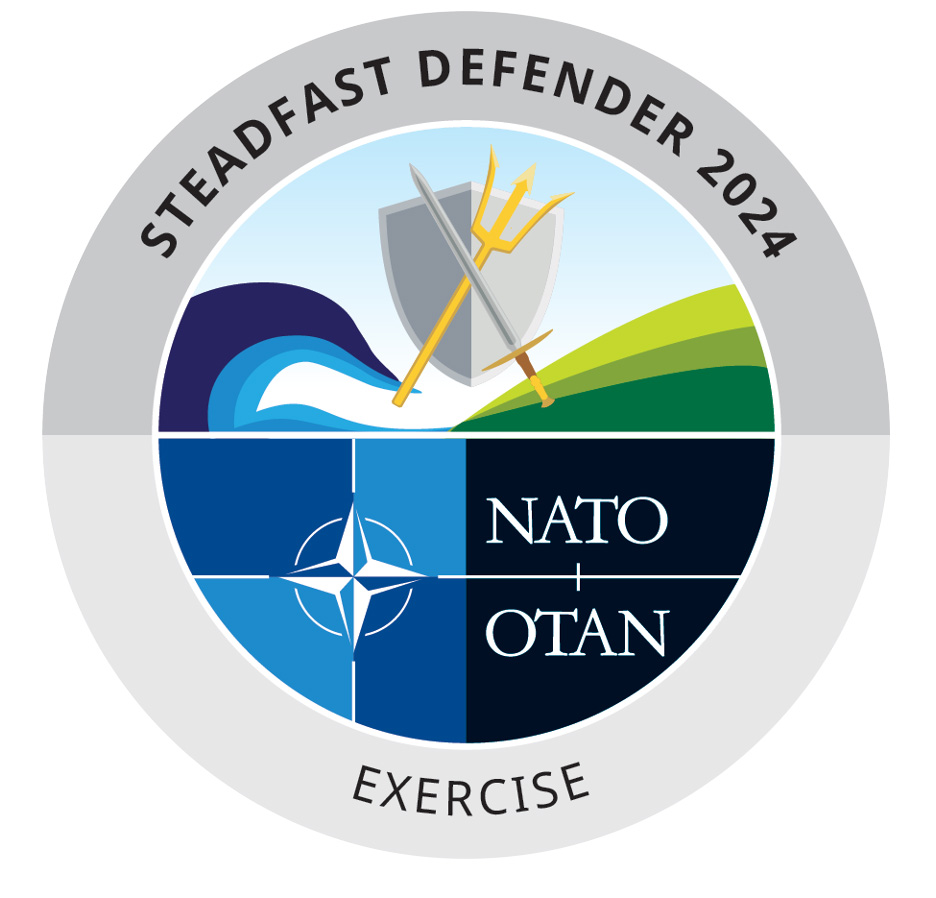
Son logo.

## Déroulement des opérations
Il doit mobiliser 90 000 soldats des 31 pays membres de l’Alliance euro-atlantique, incluant la Suède. Les moyens rassemblés : 1 100 véhicules, plus de 50 navires et 80 avions viendront appuyer les actions militaires. Rob Bauer précisant que « S'ils nous attaquent, nous devons être prêts. », l'exercice incluant l'hypothèse d'attaques terroristes. Christopher G. Cavoli expliquant que des troupes américaines viendront spécifiquement des USA.
L'exercice se déploie en plusieurs parties.

### Quadriga 2024

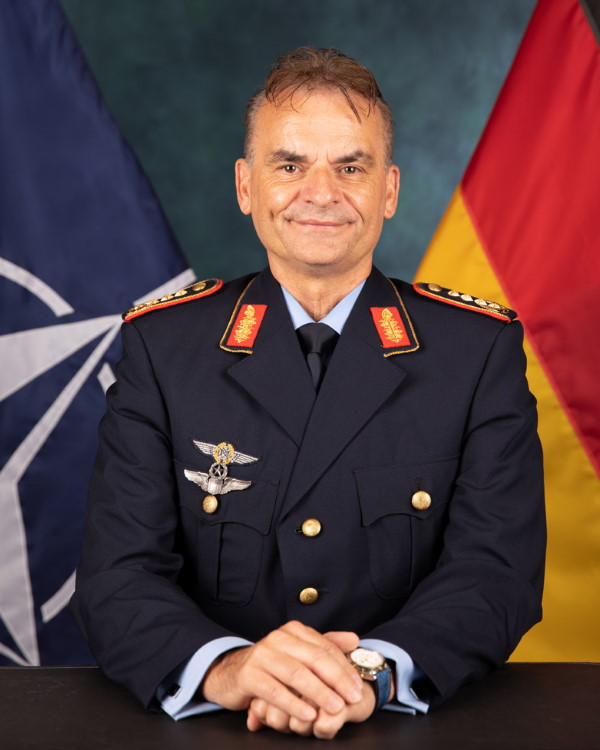
Le général Chris Badia du Commandement allié Transformation.

Quadriga 2024 et ses composantes.

Se déroule en Lituanie et en Allemagne impliquant des unités de la Lituanie, des Pays-Bas, de la Belgique et la France exercice visant à renforcer la défense et la dissuasion globales. Le général Chris Badia du Allied Command Transformation insistant sur la nécessité d'inclure la menace cyber.

### Dragon-24
Exercice ayant pour objectif de démontrer la capacité de la Pologne à franchir des rivières et manœuvrer ses troupes terrestres de façon coordonnée. L'exercice incluant des troupes américaines, britanniques, françaises, allemandes, espagnoles, slovènes, turques et albanaises amenant la Force de réaction de l'OTAN au standard de force opérationnelle interarmées à très haut niveau de préparation (en anglais : Very High Readiness Joint Task Force - VJTF, elle comprend principalement une brigade de 5 000 hommes projetables en deux à cinq jours. La France envoie huit cents hommes avec le 35e RI. Les unités devant être poussées à leurs limites en franchissant la Vistule avant de rejoindre le camp de Bemowo Piskie.

### Joint Warrior
Exercice du Royaume-Uni démontrant la sécurité des lignes de communication maritimes et permettant les manœuvres littorales sur le flanc ouest de l'OTAN. Grant Shapps déclarant le 15 janvier 2024 que 24 000 soldats britanniques allaient participer à l'exercice.

### Nordic Response
Se déroule dans le Grand nord avec la France, l'Allemagne, les Pays-Bas, le Royaume-Uni, les États-Unis, la Norvège, la Finlande et la Suède. La France déployant quatre cent cinquante hommes du Groupement de commandos de montagne.

### Swift Response 24
Autour d'une interopérabilité des forces de l'OTAN en cas d'opération aéroportée les unités américaines et françaises étant impliquées.

### Spring Storm 24
Exercice autour d'une division d'infanterie estonienne opérant sur son sol avec des troupes venant du Royaume-Uni, du Danemark, de la France, des États-Unis et de Finlande ; la Géorgie et l'Ukraine comme nations observatrices.

## Composantes

Membres de l'OTAN en bleu foncé pour L'Europe.

- Albanie
- Allemagne
- Belgique
- Bulgarie
- Canada
- Croatie
- Danemark
- Espagne
- Estonie
- États-Unis
- Finlande
- France
- Royaume-Uni
- Grèce
- Hongrie
- Islande
- Italie
- Lettonie
- Lituanie
- Luxembourg
- Monténégro
- Macédoine du Nord
- Norvège
- Pays-Bas
- Pologne
- Portugal
- Roumanie
- Slovaquie
- Slovénie
- Tchéquie
- Suède
- Turquie